# El Rosario (Comayagua)
El Rosario è un comune dell'Honduras facente parte del dipartimento di Comayagua.
Il comune è stato fondato nel 1689 con il nome di San Antonio de Opoteca.